# Поглощение на свободных носителях
Поглощение на свободных носителях (поглощение свободными носителями заряда) — один из типов поглощения электромагнитного излучения в твёрдом теле. Оно происходит, когда материал поглощает фотон, а носитель заряда (электрон или дырка) возбуждается из уже возбуждённого состояния в другое, незанятое состояние в той же зоне (но, возможно, в другой подзоне). Это внутризонное поглощение отличается от межзонного поглощения, поскольку носитель находится в зоне проводимости (электрон) или в валентной зоне (дырка), где он может свободно перемещаться. При межзонном поглощении носитель начинается с фиксированной непроводящей зоны и переходит в проводящую зону.
Хорошо известно, что оптический переход электронов и дырок в твёрдом теле является полезным ключом к пониманию физических свойств материала. Однако на динамику носителей влияют другие носители, а не только периодический потенциал решётки. Кроме того, следует учитывать тепловые флуктуации каждого электрона. Следовательно, необходим статистический подход. Чтобы предсказать оптический переход с соответствующей точностью, выбирают приближение, называемое предположением о квазитепловых распределениях электронов в зоне проводимости и дырок в валентной зоне. В этом случае диагональные компоненты матрицы плотности становятся пренебрежимо малыми после введения функции теплового распределения:
{\displaystyle \rho _{\lambda \lambda }^{0}={\frac {1}{e^{(\varepsilon _{\lambda ,k}-\mu )\beta }+1}}=f_{\lambda ,k}}
Это распределение Ферми — Дирака для распределения электронов по энергиям {\displaystyle \varepsilon }. Таким образом, суммирование по всем возможным состояниям (l и k) даёт общее количество носителей N.
{\displaystyle N_{\lambda }=\sum \limits _{\lambda }{f_{\lambda ,k}}}

## Оптическая восприимчивость
Используя приведённую выше функцию распределения, можно пренебречь эволюцией матрицы плотности во времени, что значительно упрощает анализ.
{\displaystyle \rho _{cv}^{\mathop {\rm {int}} }(k,t)=\int {{\frac {d\omega }{2\pi }}{\frac {d_{cv}\varepsilon (\omega )e^{i(\varepsilon _{c,k}-\varepsilon _{v,k}-\omega )t}}{\hbar (\varepsilon _{c,k}-\varepsilon _{v,k}-\omega -i\gamma )}}(f_{v,k}-f_{c,k})}}
Оптическая поляризация
{\displaystyle P(t)={\text{tr}}[\rho (t)d]}
С учётом этого соотношения и после упрощения преобразования Фурье оптическая восприимчивость записывается в виде
{\displaystyle \chi (\omega )=-\sum \limits _{k}{\frac {\left|{d_{cv}}\right|^{_{2}}}{L^{3}}}(f_{v,k}-f_{c,k})\left({{\frac {1}{\hbar (\varepsilon _{v,k}-\varepsilon _{c,k}+\omega +i\gamma )}}-{\frac {1}{\hbar (\varepsilon _{c,k}-\varepsilon _{v,k}+\omega +i\gamma )}}}\right)}

## Коэффициент поглощения
Амплитуда перехода соответствует поглощению энергии, а поглощённая энергия пропорциональна оптической проводимости, которая является мнимой частью оптической восприимчивости после умножения на частоту. Следовательно, чтобы получить коэффициент поглощения, который является главной величиной для исследования электронной структуры, мы можем использовать оптическую восприимчивость.
{\displaystyle {\begin{aligned}\alpha (\omega )&={\frac {4\pi \omega }{n_{b}c}}\chi ''(\omega )\\&={\frac {4\pi \omega }{n_{b}c}}\sum \limits _{k}{\left|{d_{cv}}\right|^{2}(f_{v,k}-f_{c,k})\delta (\hbar (\varepsilon _{v,k}-\varepsilon _{c,k}+\omega ))}\end{aligned}}}
Энергия свободных носителей пропорциональна квадратуимпульса ({\displaystyle E\sim k^{2}}). Используя ширину запрещенной зоны {\displaystyle E_{g}} и функцию распределения электронов и дырок, можно получить коэффициент поглощения с помощью некоторых математических расчётов. Конечный результат
{\displaystyle \alpha (\omega )=\alpha _{0}^{d}{\frac {\hbar \omega }{E_{0}}}\left({\frac {\hbar \omega -E_{g}-E_{0}^{(d)}}{E_{0}}}\right)^{(d-2)/2}\sum \limits _{k}{\Theta (\hbar \omega -E_{g}-E_{0}^{(d)})A(\omega )}}
Этот результат важен для понимания данных оптических измерений и электронных свойств металлов и полупроводников. Стоит отметить, что коэффициент поглощения становится отрицательным, когда материал поддерживает вынужденное излучение, на основе чего строится работа лазеров, особенно полупроводниковых лазеров.